# Brian Orser
Brian Ernest Orser (* 18. prosince 1961, Belleville) je bývalý kanadský krasobruslař, soutěžící v kategorii jednotlivců.

## Amatérská kariéra
Závodil od roku 1976 a trénoval v Mariposa School of Skating, v roce 1977 se stal mistrem Kanady v kategorii kadetů a v roce 1978 obsadil čtvrté místo na mistrovství světa juniorů v krasobruslení. V letech 1981 až 1988 byl osmkrát seniorským mistrem Kanady, vyhrál St. Ivel International 1981, 1982 a 1985 a Kanadskou brusli 1984, 1985 a 1988. Na mistrovství světa v krasobruslení získal zlatou medaili v roce 1987, stříbrnou v letech 1984, 1985, 1986 a 1988 a bronzovou v roce 1983. Na olympiádě 1984 skončil druhý za Scottem Hamiltonem z USA, když jako první v olympijské soutěži zvládl trojitý Axel-Paulsenův skok. Jako úřadující mistr světa byl na olympiádě 1988 na domácí půdě v Calgary hlavním favoritem mužské soutěže, ale opět na něj zbyla jen stříbrná medaile, když ho v závodě nazvaném „Bitva Brianů“ nejtěsnějším možným rozdílem porazil další Američan Brian Boitano.

## Další aktivity
V roce 1988 odešel do profesionální show Stars on Ice. V roce 1990 hrál Dona Escamilla ve filmu Carmen on Ice, za který získal cenu Emmy. Pracuje také jako trenér, mezi jeho svěřenci byli Kim Ju-na, Javier Fernández nebo Jevgenija Medveděvová. Je držitelem Řádu Kanady, byl uveden do Síně slávy kanadského sportu a Síně slávy světového krasobruslení. V roce 1998 oznámil svoji homosexuální orientaci, žije s partnerem Rajeshem Tiwarim.